# Konservenfabrik Brunsviga

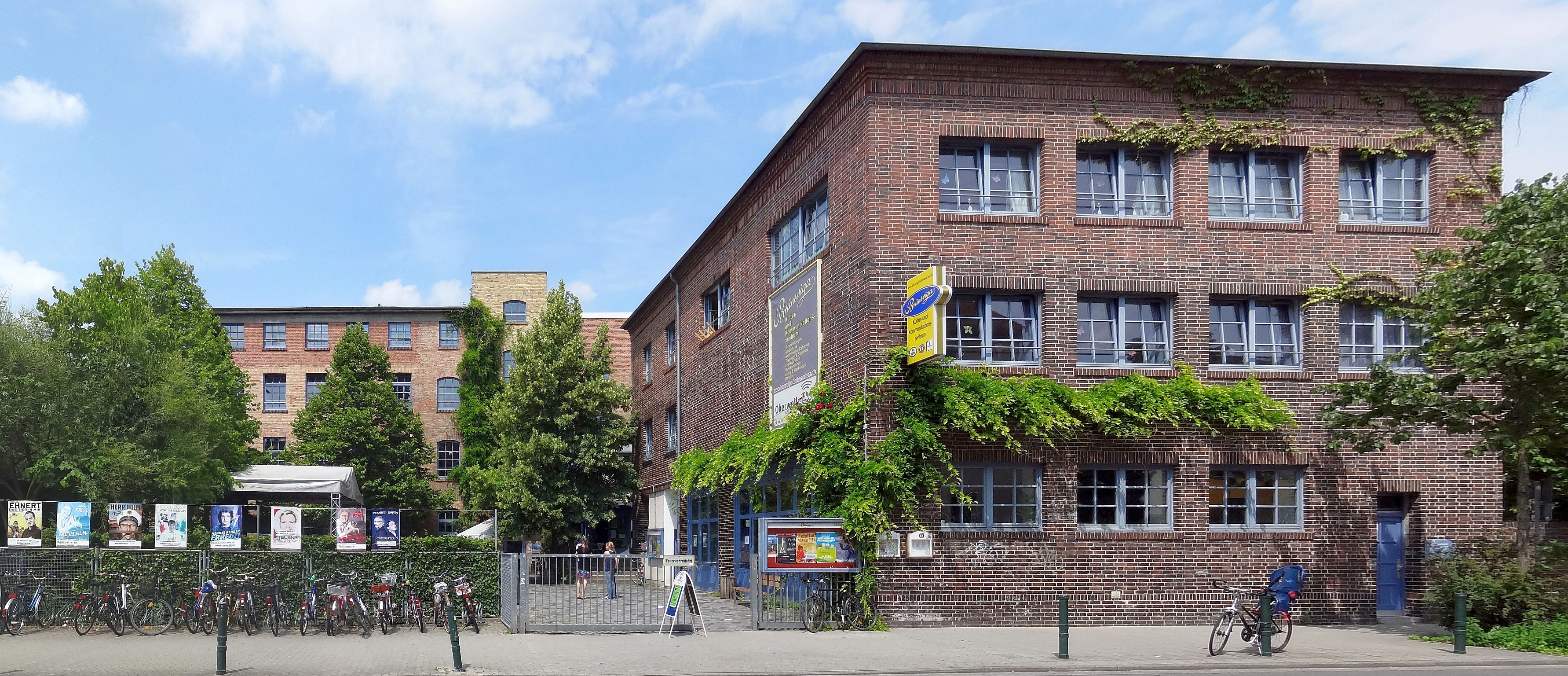
Erhaltenes Gebäude der ehemaligen Konservenfabrik Brunsviga

Die Konservenfabrik Brunsviga, auch als Conservenfabrik Brunsviga eGmbH vorm. John Richardson & Co. bezeichnet, war eine im Jahr 1895 gegründete Fabrik zur Herstellung von Lebensmittelkonserven, von denen es zu jener Zeit mehr als 30 in Braunschweig gab (Konservenindustrie in Braunschweig).

## Geschichte
Im Jahr 1880 gründete der Unternehmer John Richardson in der Karlstraße Nr. 35 eine Konservenfabrik zur Herstellung von Pickles. Dieser hatte sich 1895 mit mehreren Produzenten zusammengeschlossen und sein Unternehmen, die John Richardson & Co., in eine Genossenschaft m. b. H. umgewandelt. Die Genossenschaft besaß 300 Morgen Anbaufläche für Spargel und setzte sich zunächst aus 38 Genossen zusammen. Der jährliche Ernteertrag lag bei 7500 Zentnern Spargel. Zu der Firma Konservenfabrik Brunsviga, eingetragene Genossenschaft mit beschränkter Haftpflicht, gehörten bei der Gründung laut Eintrag im Braunschweiger Genossenschaftsregister die Rentner Karl Becker und Konrad Schacht sowie der Landwirt Gustav Crome (aus Dibbesdorf) als Mitglieder des Vorstands.
Das Unternehmen verarbeitete und vermarktete ausschließlich Spargel aus eigenem Anbau. 1885 wurde die Fabrikation durch Neu- und Umbauten erweitert und erstreckte sich nun von der Karlstraße Nr. 33 bis zur Nr. 36. Es wurden neue Maschinen und Kochapparate angeschafft, so dass die Konservenproduktion um das Vierfache gesteigert werden konnte. Neben Spargel wurden auch Konserven aller heimischen Gemüsearten und Fleischkonserven hergestellt, die zu einem Großteil in die afrikanischen Kolonien versandt wurden.
Zudem wurden jährlich rund 2500 Zentner englischer Spezialitäten wie Pickles, Mixed Pickles und Saucen, darunter Ketchup, Essence of anchovies und Truffle sauce (Trüffelsoße), produziert. Die Fabrik war die größte am Platz, die Lieferungen dieser Spezialitäten erfolgten an zahlreiche deutsche Großstädte, aber auch nach Kopenhagen, London und Stockholm, oder an den Norddeutschen Lloyd und andere Reedereien. Bis zum Jahr 1981 wurde hier Gemüse in Dosen abgefüllt.
In Kriegszeiten wurde auch das Militär mit Konserven versorgt und Zwangsarbeiter in der Fabrik beschäftigt. Nach dem Zweiten Weltkrieg bekamen die Braunschweiger Konservenfabriken immer mehr Konkurrenzdruck durch deutsche oder ausländische Firmen. Das Unternehmen wurde 1981 geschlossen. 1981 erwarb die Stadt Braunschweig einen Großteil des ehemaligen Firmengeländes. Zunächst sollten alle Fabrikgebäude abgetragen werden. Um dies zu verhindern, wurde eine Genossenschaft gegründet und ein Gutachten für die Nachnutzung in Auftrag gegeben. Seit den 1980er Jahren befindet sich in dem ehemaligen Fabrikgebäude das Kultur- und Kommunikationszentrum Brunsviga. Der ehemalige Schriftzug, der für die Etiketten der Konservendosen verwendet wurde, wurde in leicht abgeänderter Form als Wortmarke für das Kulturzentrum übernommen.